# Wrangell (sopka)
Mount Wrangell je masivní štítová sopka nacházející se v Národním parku Wrangell-St.Elias v jihovýchodní části státu Aljaška ve Spojených státech, ve vzdálenosti asi 330 kilometrů od Anchorage.

## Toponymie
Wrangell, anglicky Mount Wrangell, dostal své jméno na památku ruského admirála, objevitele a vědce, barona Ferdinanda von Wrangela (1796-1870), předsedy Rusko-americké společnosti v letech 1840 až 1849. Ten název poprvé použil americký poručík Henry T. Allen v roce 1885. Místními domorodými kmeny bývá též nazýván Chechitno, K'elt'aeni ou Uk'eledi. K'elt'aeni znamená „ten, kdo hlídá“ („kontroluje“). Druhý název hory, Uk'eledi, v místním dialektu označuje samotný fakt, že se jedná o sopku „ten, kdo kouří“ („dýmá“).

## Velikost sopky
Wrangell je jednou z největších štítových sopek na světě. Základna sopky má okolo 30 kilometrů v průměru, její vrchol tvoří sněhem vyplněná kaldera o průměru čtyři až šest kilometrů a hloubce až jeden kilometr, nacházející se v původní kaldeře široké patnáct kilometrů. Kaldera byla zřejmě vytvořena sesedáním podloží, spíše než mohutnou sopečnou erupcí. V kaldeře se nacházejí tři menší krátery (fumaroly), které často vytváří proudy sopečných plynů, někdy viditelné z velké vzdálenosti.
Objem sopky Wrangell je více než 900 km3, což je dvakrát více než objem velkých stratovulkánů jako například Mount Shasta v Kalifornii. Hlavní vrchol, dosahující výšky 4317 m, se nachází na severní straně kaldery, na západní straně kaldery je druhý vrchol, vysoký 4271 m. Na úpatí sopky, asi šest kilometrů severozápadně od středu kaldery, se nad svah tyčí do výšky 450 metrů Mount Zanetti (3965 m n. m.), boční sopka, která je zdrojem lávových proudů.

## Charakteristika sopky
Wrangell je neobvyklá sopka také tím, že ačkoli je štítovou sopkou, není z většiny tvořena bazaltem (který tvoří většinu štítových sopek světa), ale andezitickými horninami. V sopečném pásu Wrangell je takových sopek několik. Andezit je vulkanická hornina nacházející se většinou na stratovulkánech vyznačující se sklonem k tvorbě krátkých, ale silných proudů. Jak Wrangell jako štítová sopka vznikl, není zatím známo, ale má se za to, že příčinou byly mohutné lávové proudy a překotné erupce.
Wrangell je jedinou sopkou celého sopečného pásu, o jejíž aktivitě a erupcích existují historické záznamy. Ty probíhaly většinou formou menších výronů plynů a popela.
Množství geotermální energie vydávané sopkou se od padesátých let 20. století zvyšuje, s tím stoupá i pravděpodobnost dalších erupcí. Toto množství tepla už mělo za následek i roztátí sněhu a ledu okolo kráterů a vznik ledových jeskyní.